# Carl-Hubertus von Butler

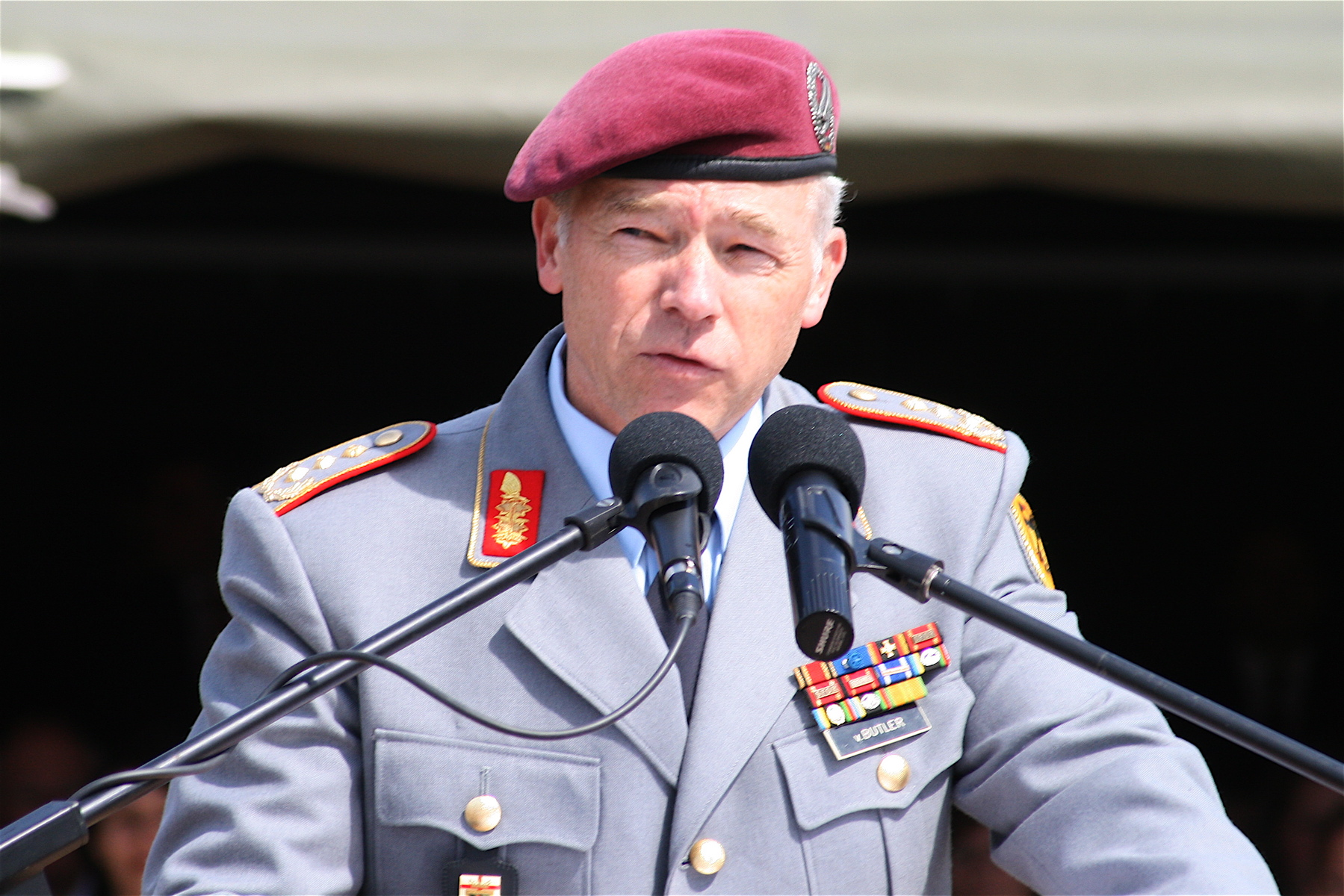
Carl-Hubertus von Butler (2010)

Carl-Hubertus Sylvester von Butler (* 31. Dezember 1950 in Coburg) ist ein Generalleutnant a. D. des Heeres der Bundeswehr. Er war in seiner letzten Verwendung vor der Versetzung in den Ruhestand von März 2009 bis März 2012 Befehlshaber des Heeresführungskommandos.

## Militärische Laufbahn

### Ausbildung und erste Verwendungen
Nach seinem Grundwehrdienst begann Butler seine Laufbahn bei der Bundeswehr im Jahr 1971 mit einer Ausbildung zum Reserveoffizier der Jäger- und Panzergrenadiertruppe beim Jägerbataillon 101 in Ebern. 1974 wurde er zum Berufssoldaten ernannt. Ab 1975 absolvierte er ein Studium der Soziologie und Geschichte an der Ludwig-Maximilians-Universität in München, welches er 1980 als Diplom-Soziologe abschloss. Nach dem Studium war von Butler von 1981 bis 1983 als Hauptmann und Kompaniechef im Panzergrenadierbataillon 303 in Ellwangen eingesetzt.

### Dienst als Stabsoffizier
Von 1983 bis 1985 absolvierte er den Generalstabslehrgang an der Führungsakademie der Bundeswehr in Hamburg und übernahm nach der Beförderung zum Major bis 1987 den Posten des Abteilungsleiters Nachrichtenwesen (G2) im Stab der 4. Panzergrenadierdivision in Regensburg unter dem Kommando von Generalmajor Kurt Barthel. 1987 erfolgte die Versetzung in das Bonner Bundesministerium der Verteidigung, wo er bis 1989 als Referent im Führungsstab des Heeres (FüH) diente.
In der Wendezeit übernahm von Butler von 1989 bis 1991 das Kommando über das Fallschirmjägerbataillon 251 in Calw und war während dieser Zeit in Halle an der Saale sechs Monate lang Chef des Stabes der 11. motorisierten Schützendivision der Nationalen Volksarmee der DDR, die zu dieser Zeit aufgelöst bzw. teilweise in die Bundeswehr integriert wurde. Nach dieser Verwendung ging von Butler zurück nach Bonn, wo er bis 1994 als Referent für die Konzeption des Heeres und der Streitkräfte im Führungsstab des Heeres diente.
Durch die Zusammenlegung der Stäbe der 1. Luftlandedivision und der 4. Panzergrenadierdivision entstand 1994 das Kommando Luftbewegliche Kräfte (KLK), das zwar die Brigaden der 1. Luftlandedivision übernahm, jedoch den Namen der 4. Division weiter trug. Von 1994 bis 1996 war von Butler in dieser neuen Division als Abteilungsleiter für Einsatz- und Übungsplanung (G3) (KLK/4.Div) in Regensburg unter dem Kommando von Generalmajor Bernd Albert eingesetzt. Er blieb bis 1998 in der Division und übernahm bereits 1996 den Posten des Chefs des Stabes, nun unter dem Kommandeur Generalmajor Volker Löw. Während dieser Zeit war er vom August 1996 bis zum Februar 1997 im Rahmen der IFOR im Auslandseinsatz in Kroatien, wo er als Chef des Stabes des deutschen Kontingents diente. Nach diesem Einsatz in Kroatien schloss sich von 1998 bis 1999 eine Ausbildung am National War College in Washington, D.C. an.

### Dienst im Generalsrang
Zurück in Deutschland übernahm von Butler von 1999 bis 2002 als Oberst das Kommando über die Luftlandebrigade 31 in Oldenburg und wurde während dieser Verwendung auch zum Brigadegeneral ernannt.
Nach den Terroranschlägen am 11. September 2001 und dem sich anschließenden Einsatz in Afghanistan kommandierte von Butler als Brigadegeneral im Januar 2002 im Rahmen der ISAF ein Vorauskommando, gestellt durch einen deutsch-niederländisch-dänisch-österreichischen Einsatzverband, der am 19. März 2002 zur Kabul Multinational Brigade (KMNB) umgegliedert wurde. Dieser Brigade stand von Butler in Kabul bis zum 17. Juni 2002 vor.
Wieder in Deutschland wurde er als Stabsabteilungsleiter Führung, Konzeption, Einsatzgrundsätze im Führungsstab des Heeres (FüH III) unter der Leitung von Generalmajor Hans-Otto Budde eingesetzt.
Nach der vorzeitigen Entlassung des Brigadegenerals Reinhard Günzel im Jahre 2003 übernahm von Butler in Calw das Kommando Spezialkräfte (KSK) und führte dies bis 2005. Von 2005 bis 2009 kommandierte von Butler schließlich die Division Luftbewegliche Operationen (DLO) in Veitshöchheim und wurde in dieser Verwendung auch zum Generalmajor ernannt. Zum 12. Februar 2009 übergab er die Division an Brigadegeneral Erhard Drews.
2005 wurde von Butler für seine Verdienste um die deutsch-französische Zusammenarbeit mit dem Kommandeurskreuz des Ordre national du Mérite ausgezeichnet.
Am 16. März 2009 übernahm von Butler das Heeresführungskommando in Koblenz. In dieser Verwendung wurde er am 1. April 2009 zum Generalleutnant ernannt und drei Jahre später, am 8. März 2012, mit einem Großen Zapfenstreich in den Ruhestand verabschiedet.

## Privates
Von Butler stammt aus dem Adelsgeschlecht Buttlar (auch Butler), dessen soldatische Tradition bis in das Jahr 1170 zurückreicht. Sein Vater Ruprecht und sein Onkel Peter dienten beide in der Wehrmacht und der Bundeswehr, der Vater zuletzt im Dienstgrad Generalmajor, der Onkel als Generalleutnant. Sein jüngerer Bruder, Ruprecht Horst von Butler, ist ebenfalls General bei der Bundeswehr. Nach dem Zweiten Weltkrieg flüchtete die Familie vor den russischen Streitkräften auf ihren Hof in Heldritt bei Coburg. Der Familienbesitz in der Sowjetischen Besatzungszone ging verloren. Von Butler ist verheiratet und hat eine Tochter und drei Söhne.